# Боатин
Боатин е биосферен резерват в България.

## Основаване и статут
Обявен е за резерват с обща площ 1597,2 хектара с Постановление № 7285 на Министерския съвет от 12 юни 1948 година, през 1977 година е обявен за биосферен резерват по програмата „Човек и биосфера“ на ЮНЕСКО.

## Местонахождение
Намира се в най-западната част на национален парк Централен Балкан, северно от връх Тетевенска Баба, в землището на село Дивчовото, по долината на река Дивчовска, която извира от връх Баба и дава началото на река Черни Вит. Резерватът се простира от 800 до 2000 m надморска височина.

## Флора
Почти цялата площ на резервата е заета от гори, като от особена важност са чистите букови гори, защото са най-добре запазените на Балканския полуостров. Тези гори заемат по-ниските части на резервата. Средната възраст на горите е 130 години, но има дървета на възраст над 200 години и високи до 50 m. Освен бук се срещат габър, шестил, явор, трепетлика и др. На по-голяма надморска височина, в иглолистния пояс, се срещат чисти смърчови гори и малки групи от обикновена ела. На територията на резервата се намира и компактно находище на клек.

## Фауна
Има голямо разнообразие от пойни птици. В резервата могат да се наблюдават почти всички видове кълвачи, които се срещат в България. Повечето от тях присъстват в Червената книга на България. Срещат се също и сови. На територията на резервата живее и кафява мечка.